# Torricelli (jezik)
Torricelli jezik (ISO 639-3: tei; anamagi, lou), torricellski jezik iz Papue Nove Gvineje, kojim govori 520 ljudi (2003 SIL) u pet sela u provincijama East Sepik i Sandaun. Ima dva dijalekta zapadnotorricellski i istočnotorricellski.
Nije isto što i jezik lou [loj] iz provincije Manus i kaki ae (Lou) [tbd] u provinciji Gulf.

## Vanjske poveznice
- Ethnologue (14th)
- Ethnologue (15th)